# 요르요스 파판드레우 (1952년)
요르요스 안드레아스 파판드레우(그리스어: Γιώργος Ανδρέας Παπανδρέου, 1952년 6월 16일 ~ )는 그리스의 정치인으로 2009년부터 2011년까지 그리스의 총리를 지냈다.  그는 현재 변화를 위한 운동을 위한 국회 의원으로 지내고 있다.
오랜 정치 왕조에 속하는 그는 자신의 부친, 당시 총리 안드레아스 파판드레우 아래에서 교육·종교 장관 (1988년-1989년, 1994년-1996년)을 지냈다.  1999년부터 2004년까지 그는 코스타스 시미티스 총리 아래에서 외무 장관을 지냈다.  2004년 2월부터 2012년 3월까지 자신의 부친이 창당한 범그리스 사회주의 운동 (PASOK)의 당수였고 2006년 1월 30일부터 2022년 11월 25일까지 사회주의 인터내셔널의 대표를 지내왔다.
2009년 10월 6일 요르요스 파판드레우는 그리스의 제182대 총리가 되었다.  그는 국가의 총리로 지내는 데 자신의 부친 안드레아스와 조부 요르요스 파판드레우에 이어 파판드레우가의 3번째 일원이었다.  2011년 11월 11일 거국정부를 위한 방향을 만드는 데 그리스 국가 부채 위기가 일어난 동안 사임을 했다.
2012년 3월 그는 범그리스 사회주의 운동의 지도자로서 사미을 하였고 2015년 1월 그는 당을 완전히 떠나 2015년 1월 선거에서 8번째로 가장 많이 득표한 정당이자 자신의 정당 민주사회주의 운동 (KIDISO)을 창당하였으나 의회에 들어가지 못했다.  2017년 민주사회주의 운동은 범그리스 사회주의 운동과 다른 중도좌파 정당들에 의하여 형성된 정치적 동맹 민주주의연합에 가입하였다.  이후에 민주주의연합은 파판드레우 자신이 아하이아현을 대표하는 국회 의원으로서 의회로 복귀하면서 2019년 선거에서 3번째로 가장 많이 득표한 정당인 변화를 위한 운동으로 진화했다.

## 초기 생애와 교육
파판드레우는 자신의 부친 안드레아스 파판드레우가 미네소타 대학교에서 교수직을 보유했던 당시 미국 미네소타주 세인트폴에서 태어났다.  그의 모친인 미국 출신의 마거릿 파판드레우 (챈트)이다.  2000년 그는 미국 시민권을 포기하였다.
그는 미국 일리노이주와 스웨덴에 있는 학교들에서 중등교육을 받고 1970년 캐나다 토론토 근처에 있는 킹시티 중등학교를 졸업하였다.  그는 매사추세츠주에 있는 앰허스트 칼리지 (자신이 훗날의 정치적 라이벌이자 그리스의 총리가 된 안토니스 사마라스의 친구이자 기숙사 방짝이었던), 스톡홀름 대학교, 런던 정치경제대학교와 하버드 대학교에서 수학하였다.  그는 앰허스트 칼리지로부터 사회학에서 인문사회 학사와 런던 정치경제대학교로부터 사회학 석사를 취득하였다.  그는 스톡홀름 대학교에서 이민 문제들에 연구인 (1972년-1973년)이었고 하버드 대학교에서 외교 관계 센터의 동료 (1992년-1993년)였다.
2002년 그는 앰허스트 칼리지에 의하여 법학의 명예 박사 학위가 수여되었고 2006년 그는 조지아 주립 대학교 문리학과의 저명한 교수로 임명되었다.
파판드레우의 부친은 1939년부터 1959년까지 경제학을 전공하고 그 교수로 일하였다.  그의 친조부 요르요스 파판드레우는 3회의 그리스 총리였다.

## 정치 경력

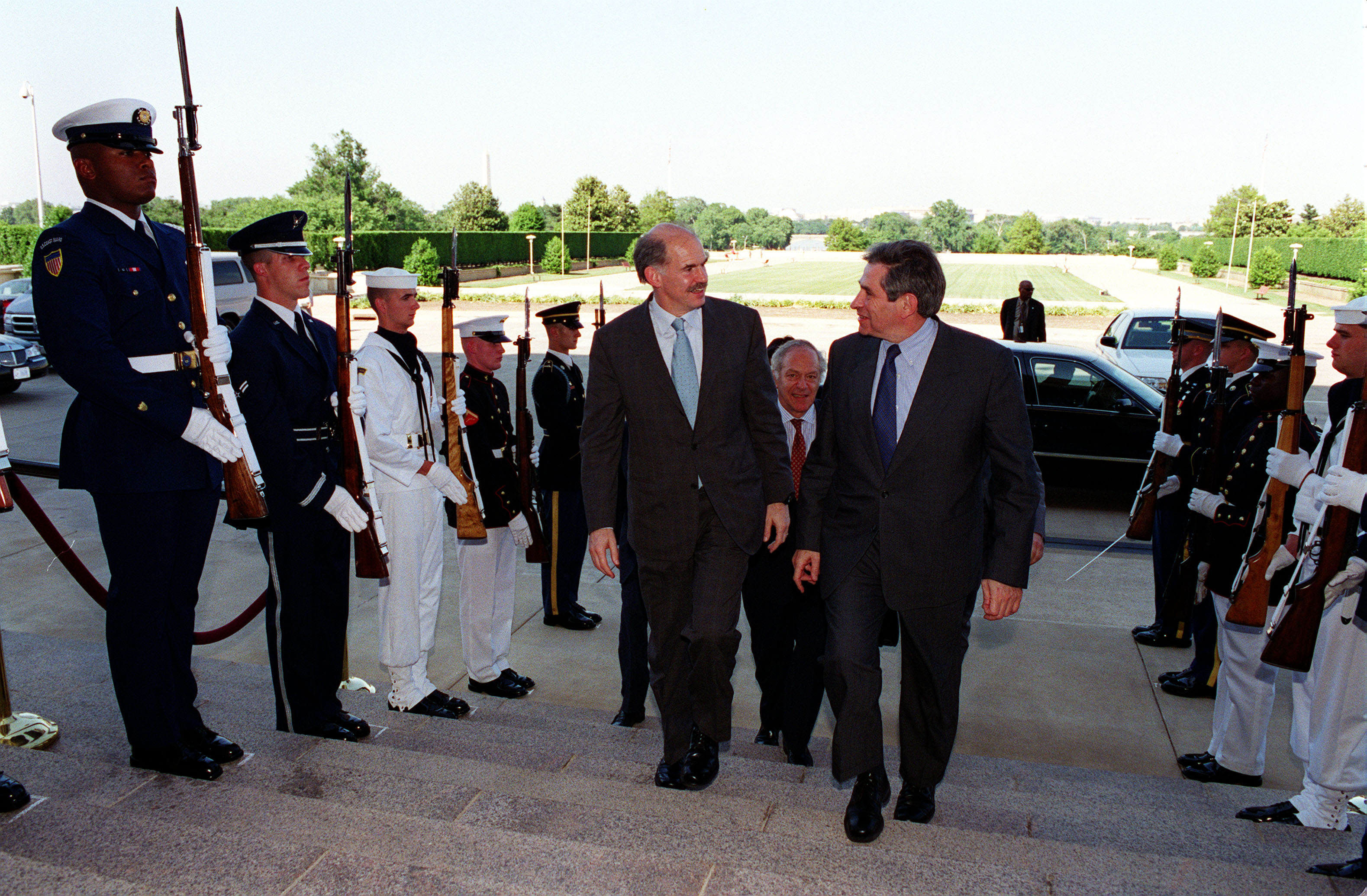
펜타곤에 도착한 날 폴 월포위츠와 함께 (2001년)

어린 요르요스 파판드레우는 1974년 메타폴리테프시 후에 그리스로 왔다.  그러고나서 그는 부친이 창당한 정당인 범그리스 사회주의 운동 (PASOK)에서 활동적이 되었다.  1984년 그는 PASOK 중앙 위원회에 가입하였다.
파판드레우는 아하이아현의 선거구를 위하여 국회 의원으로서 자신의 부친이 총리가 되었던 해 1981년 그리스 의회로 선출되었다.  그는 문화부 장관 (1985년), 교육·종교 장관 (1993년), 외교 차관 (1993년)이 되었고 또다시 교육·종교 장관 (1994년)과 외교 차관 (1996년)에 재임하다가 1999년 2월 외무 장관이 되었다.  1997년에 또한 그는 2004년 하계 올림픽을 위한 입찰을 위하여 정부 협력 책임 장관이기도 했다.
교육부 장관으로서 자신의 두번째 기간에 파판드레우는 적극적 우대조치를 소개는 데 그리스에서 첫 정치인이었으며 서트라키아에서 무슬림 소수를 위하여 대학 직위의 5 퍼센트를 할당하였다.  그는 또한 그리스에서 오픈 대학교를 창시하는 것에 수단이었다.
파판드레우는 인권을 위한 자신의 활동에 관한 인정에 다수의 상과 명예 학위들을 받았다.  외무 장관으로서 그는 튀르키예와 알바니아와의 가까운 관계들을 발전시켰다.  그는 키프로스 분쟁을 해결하는 데 일을 하였다.  파판드레우는 또한 마케도니아 국호 분쟁에 대한 긴장을 해소하는 일을 하기도 했다.  1999년 파판드레우는 자신이 튀르키예의 유럽 연합 가입을 지지했다는 것을 언급하였다.
2003년 12월 유럽인의 소리는 "올해의 외교관"으로서 올해의 유럽인 상의 최종 후보로 지명하여 그를 "다리를 건설하는 사람"으로 임명하고 그를 "그리스-튀르키예 화해의 건축가"로 더빙한 르 몽드를 인용하였다.

## 범그리스 사회주의 운동의 회장:2004년-2012년
2004년 그리스에서 국가 선거를 기대하면서 투표소들은 보수적 신민주주의당이 압도적인 승리로 향하고 있으면서 범그리스 사회주의 운동이 매우 쉽게 패할 것이라고 암시하였다.  2004년 1월 현직 총리 코스타스 시미티스는 범그리스 사회주의 운동의 당수로서 자신의 사임을 공고하여 새로운 당수로서 파판드레우를 추천하면서 그에게 리더십을 전달하였다.  그해 2월 8일 범그리스 사회주의 운동은 당의 리더십의 선거를 위하여 처음으로 공개 예비선거 절차를 소개하였다.  만약 파판드레우가 상대 마저 없었다면 이 일은 예비선거들을 결정시키고, 당을 민주화하고 "왕조 정치"의 전통과 함께 완전한 단절을 이루는 데 디자인된 운동이었다.
2005년 5월 파판드레우는 사회주의 인터내셔널의 전 대표 안토니우 구테흐스에 의한 제안에 이어 그 기구의 부회장으로 선출되었다.  2006년 1월 파판드레우는 만장일치로 사회주의 인터내셔널의 대표로 선출되었다.
2007년 총선에서 범그리스 사회주의 운동은 또다시 현직 코스타스 카라만리스의 신민주주의당에게 패하였고 파판드레우의 리더십은 에반겔로스 베니젤로스와 코스타스 스칸달리디스에 의하여 도전되었다.  하지만 파판드레우는 11월에 실시된 리더십 선거에서 자신의 당의 리더십을 유지하였다.
2009년 6월에 그리고 그의 리더십 아래 그의 정당은 그리스에서 열린 2009년 유럽 의회 선거를 이겼다.  4개월 후에 범그리스 사회주의 운동은 신민주주의당의 33.48 퍼센트에 43.92 퍼센트로, 그리고 의석의 160개에 91개로 2009년 총선을 이겼다.

## 그리스의 총리:2009년-2011년

### 취임과 폭로

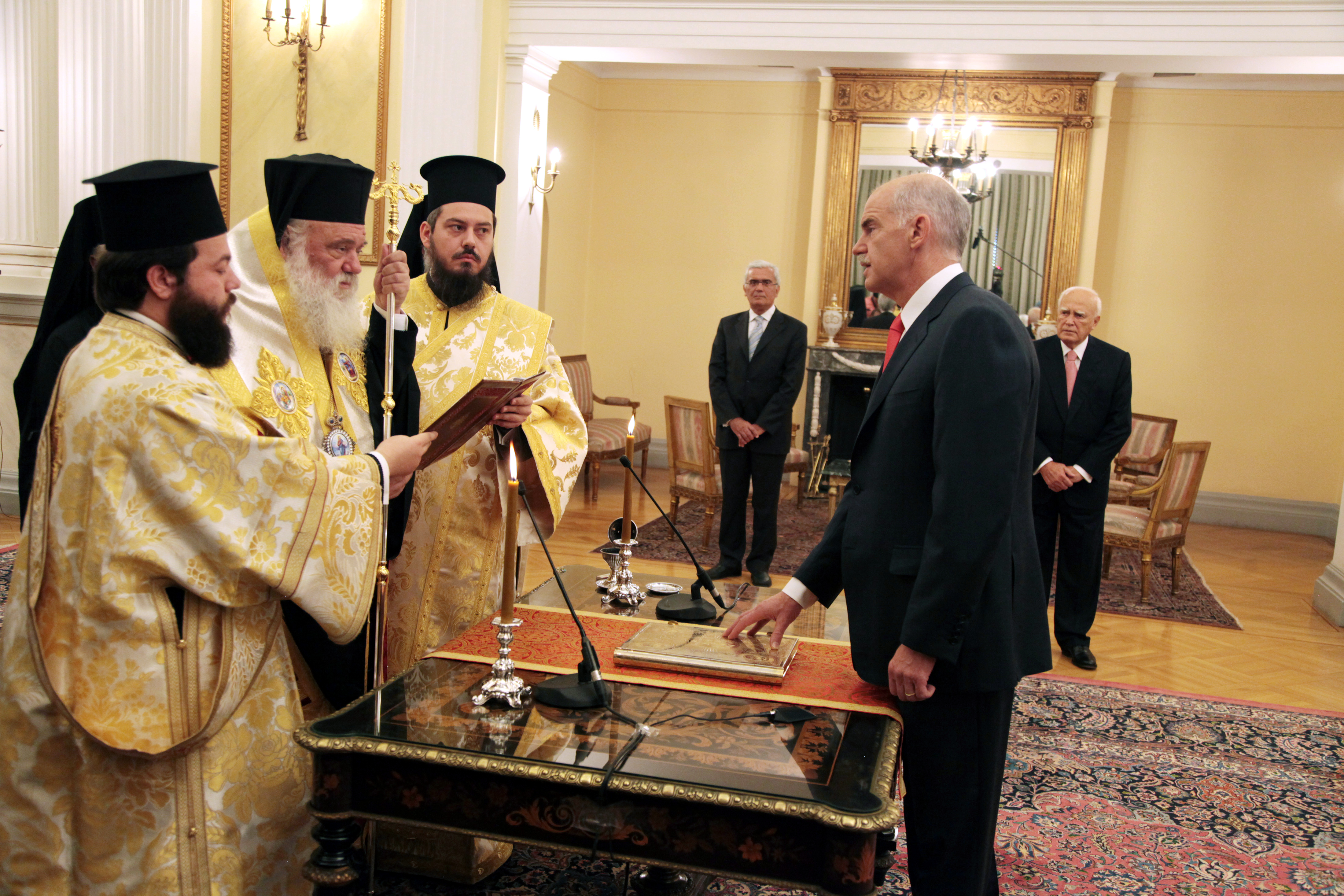
그리스의 총리로 선서하는 요르요스 파판드레우

제182대 그리스 총리로서 요르요스 파판드레우의 취임식은 2009년 10월 6일에 열렸다.
취임식에 파판드레우의 정부는 국내총생산의 12.7 퍼센트의 1년 적자와 함께 그 재정들이 이전 발표보다 훨씬 나빴다는 것을 드러내 유로존의 한계의 4배, 그리고 4,100억 달러의 국가채무였다.  이 공고는 그리스의 경제가 10 퍼센트의 실업률과 유로존에서 최저의 등급으로 낮추어진 국가의 부채 등급과 함께 겪고 있는 심각한 위기를 더욱 악화시키는 데에만 도움이 되었다.  파판드레우는 긴축 조치를 장려하고, 지출을 줄이고, 세금을 늘리고, 추가적 세금들을 멈추고 맹렬한 탈세를 싸우는 것에 목표를 둔 조치를 소개하고 국가의 공공 부문을 줄이면서 응답하였다.  공고된 긴축 조치는 전국적으로 파업들의 파동을 일으켰고 유럽 연합과 유로존 국가들의 재무장관들에 의하여 목표에 미치지 못함으로서 비판을 받아왔다.

### 위기 관리와 구제금
2010년 4월 23일 카스텔로리조섬 방문 동안 파판드레우는 공식적으로 유럽 연합의 파트너들에게 "역사상 전례 없는 체제와 유럽 연합의 실행" 지원 체제를 활성화하는 데 의문하는 것으로 자신이 재무 장관 요르요스 파파콘스타니우를 지시했다는 것을 언론에 성명을 발표하였다.  지원 체제는 유럽의 국가 원수와 정부 수반들에 의하여 놓이고 더욱 나아가서 유로그룹의 장관들에 의하여 정교화되었던 지원 체제는 국제 통화 기금 (IMF)이 자금 조달과 연과된 것으로 유럽의 체제이고 포괄적인 3년 경제 프로그램과 재정 상태들을 연루시킨다.  4월 30일 국제 통화 기금의 전무 이사 도미니크 스트로스칸은 그리스가 대기 상태의 준비를 위한 요청을 만들었다는 것을 공고하였다.  파판드레우과 그의 재무 장관 파파콘스타니우는 5월 9일 1,100억 유로 구제금융 패키지에 참가하는 데 국제 통화 기금과 유럽 연합을 설득하는 데 성공하였다.  유럽 국가 부채 위기의 일부로 숙고된 그리스의 국가부도는 대량의 파업과 시위들에 의하여 표시되었다.
2011년 5월 18일에 발표된 여론 조사에서 국민들의 77 퍼센트는 그리스 국가 부채 위기를 다루는 것에 총리로서 파판드레우를 믿지 않는다고 말했다.
5월 25일 지금은 직접 민주주의 운동은 아테네와 다른 그리스의 도시들에서 항의들을 시작하였다.  당시 평화로운 항의들은 그리스 인구의 4분의 3 만큼 파판드레우 정부의 정책들에 대항하면서 파판드레우와 그의 정부의 경제 정책들에 관한 대중의 거부의 표시가 된 것으로 숙고되었다.  한 포인트에 500,000명 이상으로 주장된 아테네의 중앙 광장에서 시위의 요구 중에는 파판드레우와 그의 정부의 사임이었다.
6월 22일 일찍이 요르요스 파판드레우와 그의 정부는 그리스 의회에서 불신임 결의를 좁게 살아났다.  그의 정부는 152개의 의석을 보유하였다.
국가의 부채 위기에 대한 우려가 커지고 있는 가운데 9월 17일 그는 워싱턴 D. C.에 있는 국제 통화 기금과 뉴욕의 유엔 본부로 방문을 취소하였다.
10월 스카이 TV와 카시메리니 신문을 대신하여 공로화된 여론 조사는 파판드레우의 인기가 숙고적으로 떨어졌다는 것을 보였다.  질문한 사람들 중 73 퍼센트가 부정적 의견을 가지고 있던 동안 23 퍼센트 만이 파판드레우에 관한 긍정적 견해를 가져 그를 그리스 의회에서 야당의 당수보다 낮게 랭킹에 들게 하였다.  파판드레우는 안토니스 사마라스 (28 퍼센트)와 "아무도" (47 퍼센트) 둘다 그보다 높은 랭킹에 들지 않으면서 총리를 위하여 더욱 어울리는 자에 관한 의문에 낮은 랭킹에 들기도 했다.

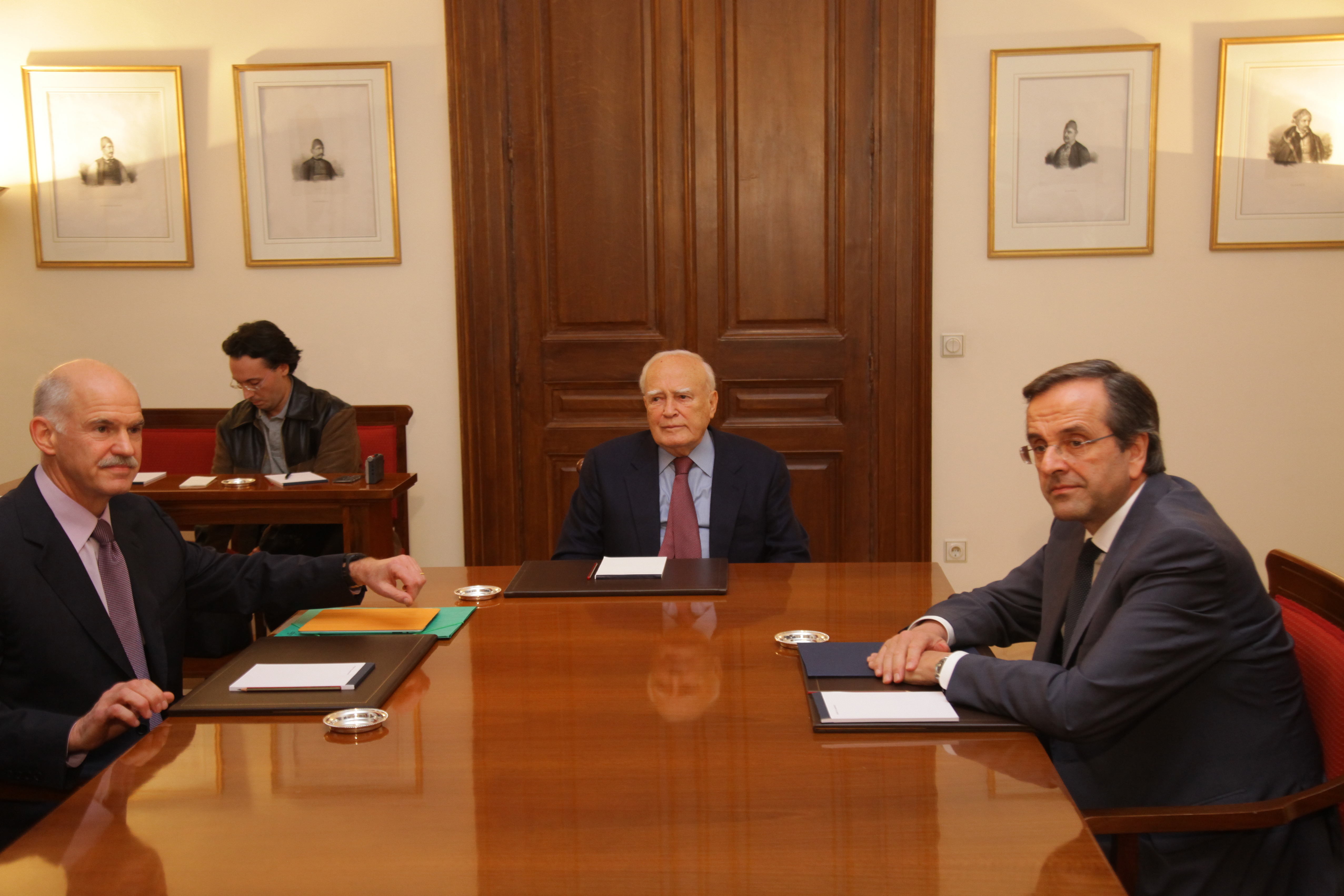
안토니스 사마라스와 대통령 카롤로스 파풀리아스와 과도 정부의 형성을 논의하는 파판드레우 총리 (2011년 11월 6일)

10월 26일 부채 보유자들인 민간 부문 은행들이 그들의 뛰어난 그리스 정부의 국채에 50 퍼센트의 헤어컷으로 동의했던 동안 유럽 정상 회의는 2012년 일찍이 8억 유로 구제금융의 6번째 트랜치를 그리스 정부에게 넘기기로 동의하였다.
10월 28일 국경일 퍼레이드가 열린 동안 항의자들은 퍼레이드를 막아 그리스의 대통령과 다른 공무원들을 떠나도록 강요하였다.

### 취소된 국민투표와 하야
10월 31일 파판드레우는 유로존 구제금융 거래의 기간들의 승낙에 국민투표를 하고 시하는 자신의 정부의 계획들을 공고하였다.  국민투표는 2011년 12월 혹은 2012년 12월에 열릴 것이었다.  하지만 칸에서 열린 G20 정상회의에서 국민투표가 그리스의 유로존의 지속적인 회원직에 있어야 하고 그리스의 재무장관 베니젤로스와 의회 안에서 의하여 그런 국민투표의 혹평이었던 유럽 연합의 지도자들의 주장에 이어 파판드레우는 11월 3일 계획을 폐기하였다.
이틀 후, 그의 정부는 의회에서 신임투표를 간신히 승리하였다고 야당의 당수 안토니스 사마라스는 즉각적인 선거를 요구하였다.  다음날 파판드레우는 임시 거국정부의 형성에 도달하는 데 시도한 야당의 당수들과 만났다.  하지만 사마라스는 파판드레우가 물러나는 데 동의한 후에 오직 포기하여 유럽 연합의 구제금융을 계속 진행하도록 허용하고 2012년 2월 19일 선거를 위한 길을 열었다.  그리스 공산당 (KKE)과 좌익의 급진좌파연합의 연정은 새로운 거국정부에 회담들을 가입하는 데 파판드레우의 초청을 거부하였다.
극심한 협상들의 며칠 후에 대중정교회연대와 더불어 2개의 주요 정당은 유럽 중앙은행의 전직 부회장 루카스 파파데모스에 의하여 이끌어진 대연정을 형성하기로 동의하였다.  11월 10일 요르요스 파판드레우는 그리스의 총리로서 정식으로 사임을 하였다.  새로운 연정과 루카스 파파데모스 총리는 다음날 정식으로 취임되었다.

## 복귀 포부
2012년 8월 파판드레우는 케이프타운에서 열린 사회주의 인터내셔널의 회의에서 그 대표로 재선되었다.  국내 정치 안에서 그는 아직도 그리스 의회의 평범한 의원이었던 동안 범그리스 사회주의 운동의 안에서 대부분 소외되었다.
2015년 1월 2일 파판드레우는 세간의 이목을 끄는 국내 정치로 복귀하는 자신의 포부를 공고하였다.  1월 25일 의회 선거에 나가는 데 새 정당 민주사회주의 운동을 발포한 그는 범그리스 사회주의 운동과 오랫동안 기다려온 이별을 확인하였다.
그의 결정이 범그리스 사회주의 운동의 공무원들에 의하여 비판을 받았던 동안 파판드레우는 높이 편광된 정치적 상황의 한복판에 중요한 도전들을 향한 국가와 함께 특별한 상황을 언급하였다.  그는 이 정황들 아래 자신이 "대담한 정치적 선택을 하는 데 필요했다.  나의 청춘 이래 내가 속했던 정당이자 수많은 세월 동안 이끈 범그리스 사회주의 운동은 보수적인 관행과 정책들에 동화되었다."는 것을 말했다.
선거 투표의 2.46 퍼센트 만을 받은 파판드레우의 새로운 정당은 3 퍼센트의 봉쇄 조항에도 미치지 못했다.  재선되는 데 그의 실패는 파판드레우 정치 가문의 대표가 그리스 의회에 출석하지 않았던 1923년 이래 처음으로 특정을 지었다.  선거에 이어 그는 BBC 뉴스나잇에서 "난 기본값에서 그리스를 구할 수 있었다"는 자신의 양심이 분명했다고 말했다.
2017년 3월 콜롬비아 카르타헤나에서 열린 사회주의 인터내셔널 회의에서 파판드레우는 만장일치로 조직의 대표로 재선되었다.
그는 또한 범그리스 사회주의 운동, 민주좌파당과 민주사회주의 운동에 의하여 구성된 그리스에서 중도좌파 정당들의 연정인 민주주의연합의 공동 의장이기도 한다.
2017년 5월 파판드레우는 브뤼셀에서 열린 유럽 정치 고문 협회로 전반적인 주제를 발표하였다.  2021년 10월 20일 파판드레우는 변화를 위한 운동의 리더십을 위한 자신의 후보직을 공고하였다.

## 개인 생활

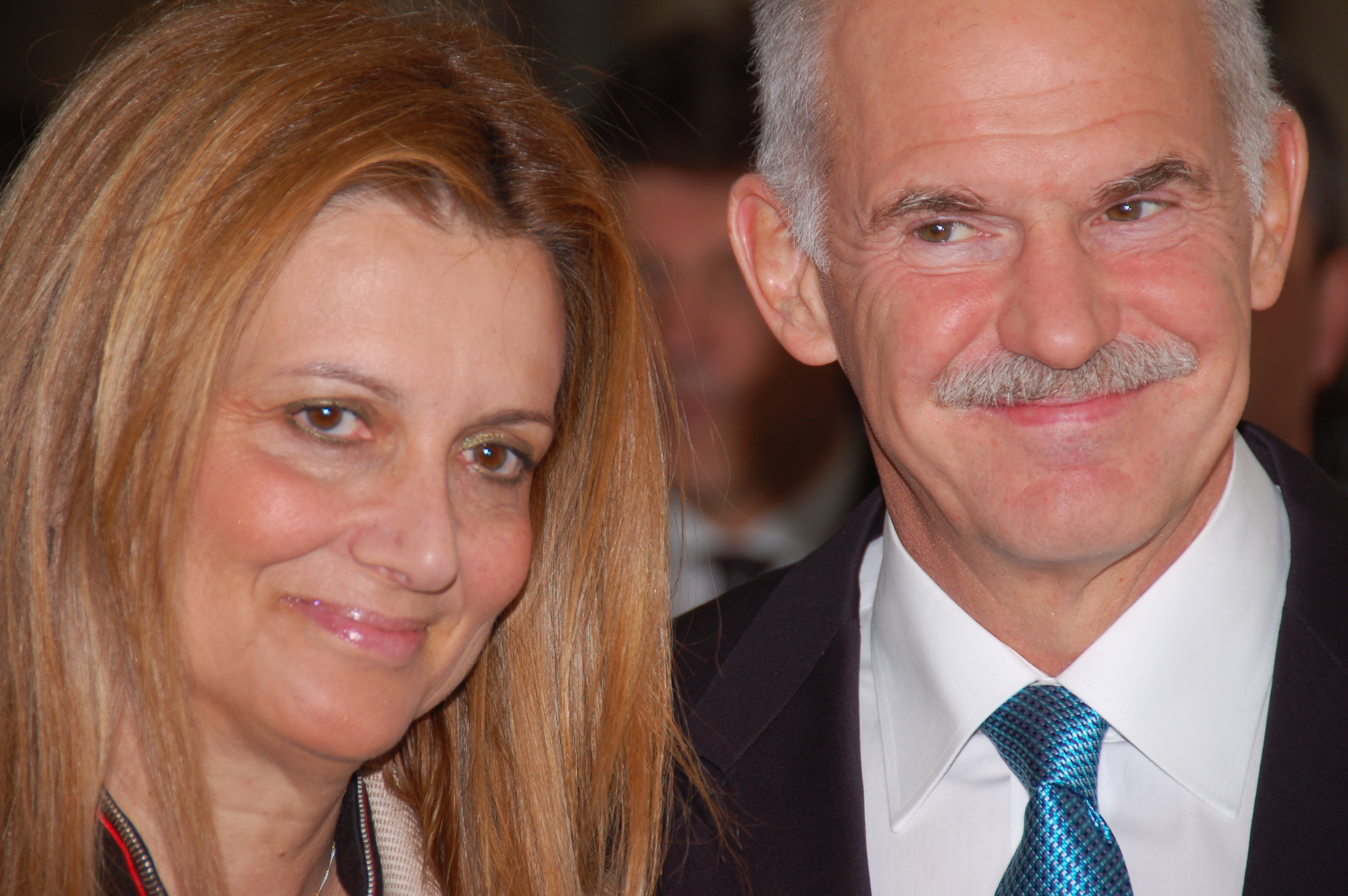
베를린에서 당시 부인 아다 여사와 함께 (2010년)

요르요스 파판드레우는 2016년까지 아다 파파파누에게 결혼되어 부부는 딸 마르가리타엘레나 (1990년생)를 두었다.  그는 또한 키프로스에서 온 에반티아 지시미두에게 이전 결혼 생활로부터 아들 안드레아스 (1982년생)를 두기도 했다.
그는 2명의 남동생 니코스와 안드레아스, 그리고 2명의 여동생 소피아 파판드레우와 에밀리아 니블롬이 있다.
그리스어와 영어 이외에 그는 또한 스웨덴어에 능통하였다.  자신의 친가 조부들 중의 하나인 지그문트 미네이코는 폴란드-리투아니아 계통의 육군 사관이자 공학자였다.
2016년 파판드레우는 글렌 그린월드, 올루세군 오바산조와 앤서니 로메로 같은 사람들과 더불어 반기문에게 더욱 많은 인도적인 마약 정책을 요구하는 편지를 합동으로 서명하였다.

## 같이 보기
- 그리스의 정치